# Шумовиння днів
«Шумовиння днів», також «Піна днів» (фр. L'Écume des jours) — найвідоміший роман французького письменника Бориса Віана (1920–1959), що вийшов французькою мовою у 1947 році.

## Сюжет
Молодий 22-річний заможний чоловік на ім'я Колін мріє про кохання, зустрічає дівчину Хлою і одружується з нею. Здається, що їхньому щастю ніщо не може завадити. Їх підтримують друзі: кухар Ніколя, приятель Коліна Шик — фанат та пристрасний колекціонер творів відомого філософа Жан-Соля Партра, його дівчина Аліза і вишукана дівиця Ісіда. Але незабаром ситуація різко змінюється. Справи в домі у Коліна погані, житло його зазнає змін: звужуються вікна, опускаються стелі, зменшуються кімнати. Кухар Ніколя, що готував до цього лише вишукані страви, тепер подає на стіл сосиски, що підгоріли та інші неїстівні страви.
Хлоя захворює: в легені у неї зацвіла німфея, водяна лілія. Вона повинна бути в горах, де має оточити себе квітами й пити тільки дві чайних ложки води на день. Щоб вилікувати дружину, Колінові доводитися шукати різні способи заробітку. Спочатку він працює на заводі, де за допомогою людського тепла вирощують стволи гвинтівок. Потім влаштовується охоронцем в банк, де йому цілий день доводиться ходити темним підземним коридором. Всі гроші він витрачає на квіти для дружини.
Хлоя помирає. Грошей у Коліна вистачає лише на похорони для бідних. Хлою ховають на віддаленому бідняцькому цвинтарі, який знаходиться на острові. З цього моменту Колін починає час від часу слабшати. Він не спить, не їсть і весь час проводить біля могили Хлої в очікуванні, коли над нею з'явиться біла лілія, щоб знищити її. У цей час стіни в його квартирі замикаються, а стеля падає на підлогу. Сіра мишка ледве встигає врятуватися. Вона біжить до кішки і просить її з'їсти.

## Головні персонажі
- Колін — заможний молодий чоловік
- Хлоя — дружина Коліна
- Ніколя — кухар Коліна
- Шик — друг Коліна, фанат філософа Жан-Соля Парта
- Аліза — подруга Шика
- Ісіда — спільна знайома Колена і Ніколя

## Переклади
Роман «Шумовиння днів» перекладено німецькою мовою під назвою «Chloe», на англійську — під назвою «Froth on the daydream» (у Англії) і «Mood indigo»(в США). Українською мовою роман переклав Петро Таращук. Цей переклад вийшов у видавництві «Фоліо» 1998 року у збірці вибраних творів Бориса Віана. Оновлений переклад Петра Таращука вийшов у видавництві «Вавилонська Бібліотека» 2019 року.

## Екранізації
- У 1968 році роман був екранізований французьким режисером Шарлем Бельмоном. В ролі Коліна знявся актор Жак Перрен.
- У 2001 році за мотивами роману японський режисер Го Рідзю (利重 剛) зняв фільм «Хлоя».[1] Головні ролі зіграли Нагасе Масатосі (永瀨正敏) і Сінода Нобору (篠田昇). Фільм був номінований у конкурсі Берлінського кінофестивалю 2001 року.
- «Піна днів» (2013) — екранізація роману режисером Мішелем Гондрі. Роль Хлої виконала Одрі Тоту, а роль Коліна — Ромен Дюріс. В Європі фільм вийшов в прокат 24 квітня 2013 року.[2]

## Цікаві факти
- У 1981 році російським композитором Е. Денисовим на тему роману «Піна днів» (лібрето Е. Денисова) була написана опера. Лірична драма в 3 актах і 14 картинах.
- Роман «Шумовиння днів» займає десяте місце в списку «100 книг століття за версією «Le Monde»».[3]